# 이조원
이조원(1988년 7월 28일 ~ )은 대한민국의 희극 배우이다. 2009년 KBS(한국방송공사) 공채 24기 개그맨으로 입사하였다.